# Юяма, Кунихико
Кунихико Юяма (яп. 湯山 邦彦 Юяма Кунихико, род. 15 октября 1952 года в Токио) — японский режиссёр и сценарист аниме-фильмов и сериалов. Известен также как Тэцутаро Фудзивара (яп. 藤原 鉄太郎).
Первой заметной работой Кунихико Юямы стало аниме Kujira no Hosefiina в 1979 году, серия простых, но поэтических картин. Среди его работ есть как фэнтези Maho no Princess Minky Momo и Genmu Senki Leda, так и научная фантастика GoShogun. Его работам не свойственен преувеличенный сюжет, но в то же время в них заметна страсть к повествованию.
Наиболее известен Юяма по своей работе над медиафранчайзом «Покемон». Почти все его полнометражные фильмы были сняты Юямой. В них ему удаётся сочетать счастливую палитру Shogakukan с довольно тёмными историями.

## Работы
- 1977 — Ippatsu Kanta-kun — промежуточная анимация
- 1978—1981 — Galaxy Express 999 — режиссёр серий
- 1980 — Zukkoke Knight - Don De La Mancha — режиссёр серий, раскадровка
- 1980 — Space Warrior Baldios — режиссёр серий, раскадровка
- 1981 — GoShogun — режиссёр серий, раскадровка
- 1982-83 — Magical Princess Minky Momo — режиссёр, режиссёр серий, раскадровка
- 1983 — Plawres Sanshiro — режиссёр, режиссёр серий, раскадровка
- 1985 — Leda: The Fantastic Adventure of Yohko — сценарий, режиссёр
- 1985 — Time For Action Series BAVI STOCK-Ⅰ 果てしなき標的 — режиссёр
- 1986 — «Виндария» — режиссёр
- 1987 — Tekkamen o Oue — D’Artagnan Monogatari yori — режиссёр
- 1987 — TWD Express: Rolling Takeoff — режиссёр
- 1987 — The Three Musketeers — режиссёр, режиссёр серий, раскадровка
- 1987 — Fujikofujio no kiteretsudaihyakka — раскадровка
- 1989 — The Three Musketeers Anime: Aramis' Adventure — режиссёр
- 1989 — Fujiko F Fujio no T P bon — режиссёр, раскадровка
- 1989-90 — Time Travel Tondekeman — режиссёр серий, раскадровка
- 1991 — Slow Step — режиссёр
- 1992 — Ushio and Tora — режиссёр
- 1993 — Appleland Monogatari — режиссёр
- 1993 — Yaiba — режиссёр
- 1995 — Jura Tripper — режиссёр
- 1995-96 — Wedding Peach — режиссёр
- 1995 — Kōryū no Mimi — режиссёр
- 1995 — Weather Report Girl — сценарист, режиссёр
- 1996 — Slayers Return — режиссёр
- 1996 — Shin Kimagure Orange Road: Summer’s Beginning — режиссёр
- 1997 — Kougyouaiku valley boys — режиссёр
- 1997-н. в. — «Покемон» — режиссёр
- 1997 — Slayers Great — режиссёр
- 1998 — «Покемон: Фильм первый» — режиссёр, раскадровка
- 1999 — «Покемон 2000» — режиссёр, раскадровка
- 2000 — «Покемон 3» — режиссёр
- 2001 — Pokémon 4Ever — режиссёр
- 2002 — Pokémon Heroes — режиссёр
- 2002 — Pokémon Chronicles — режиссёр
- 2003 — Pokémon: Jirachi Wish Maker — режиссёр
- 2004 — «Покемон: Судьба Деоксиса» — режиссёр
- 2005 — Pokémon: Lucario and the Mystery of Mew — режиссёр
- 2006 — Pokémon Ranger and the Temple of the Sea — режиссёр
- 2007 — Pokémon: The Rise of Darkrai — режиссёр
- 2008 — Pokémon: Giratina and the Sky Warrior — режиссёр
- 2009 — Pokémon: Arceus and the Jewel of Life — режиссёр
- 2010 — Pokémon: Zoroark: Master of Illusions — режиссёр
- 2011 — Pokémon the Movie: Black—Victini and Reshiram and White—Victini and Zekrom — режиссёр
- 2012 — Pokémon the Movie: Kyurem vs. the Sword of Justice — режиссёр
- 2013 — Genesect and the Legend Awakened — режиссёр
- 2014 — Pokémon the Movie: Diancie and the Cocoon of Destruction — режиссёр, раскадровка
- 2015 — Pokémon the Movie: Hoopa and the Clash of Ages — режиссёр, раскадровка
- 2016 — Pokémon the Movie: Volcanion and the Mechanical Marvel — режиссёр, раскадровка
- 2016 — «Жил-был кот» — режиссёр
- 2017 — Pokémon the Movie: I Choose You! — режиссёр
- 2019 — «Покемон: Мьюту наносит ответный удар — Эволюция» — режиссёр